# موراد مورادیان (شهردار)
موراد هوهانسی مورادیان (ارمنی: Մուրադ Հովհաննեսի Մուրադյան؛ زادهٔ ۲۶ اکتبر ۱۹۳۰ - درگذشته ۹ سپتامبر ۲۰۱۵) یک سیاستمدار اهل ارمنستان بود که از تاریخ ۱ مه ۱۹۷۵ تا تاریخ ۹ دسامبر ۱۹۸۵ سمت شهردار ایروان را برعهده داشت.

## زندگی‌نامه
وی در ۲۶ اکتبر ۱۹۳۰ در لنیناکان به دنیا آمد و از دانشگاه دولتی شیراک و دانشگاه پلی‌تکنیک مسکو فارغ‌التحصیل گشت. همچنین برندهٔ جوایزی همچون نشان لنین، نشان پرچم سرخ کار، نشان مسروپ ماشتوتس مقدس و شهروند افتخاری گیومری شده‌است. وی در ۹ سپتامبر ۲۰۱۵ در سن ۸۴ سالگی در ایروان درگذشت.